# Forillon National Park
Forillon National Park (fransk: Parc national du Canada Forillon) er en nationalpark på Gaspéhalvøen i Québec i Canada. Parken blev oprettet i 1970 og omfatter et areal af cirka 244 kvadratkilometer. I parken findes skove, kyster, salte vådområder, sandklitter, klipper og fjeldområder. Forillon National Park huser en beskyttelsesværdig flora og ved kysten findes fuglekolonier af havfugle og marine pattedyr som sæler og hvaler. I skovmarkerne hører elg og sortbjørn til de større pattedyr.
Området hvor Forillons National Park ligger har også en rig kulturel historie, da det har været beboet af mennesker i lang tid. Mi'kmaqfolk, som tilhører Canadas First Nations, har i løbet af mange hundrede år besøgt området for at fiske. 